# 레소토의 국장

레소토의 국장 (2006년 10월 4일-현재)

레소토의 국장 (1966년-2006년)

레소토의 국장은 1968년 10월 4일 독립과 함께 제정되었다.
국장 가운데에는 악어가 그려진 바소토족의 전통적인 방패가 그려져 있다. 방패는 바소토족 왕조를 의미한다. 방패 뒤쪽에는 아세가이라고 부르는 창과 크노브키리라고 부르는 곤봉이 그려져 있으며 방패 양쪽에는 두 마리의 말이 그려져 있다.
국장 아래쪽에 있는 리본에는 레소토의 나라 표어인 "평화, 비, 번영"("Khotso, Pula, Nala")이 소토어로 쓰여져 있다.

## 같이 보기
- 레소토의 국기